# 43
Aquesta pàgina és per a l'any. Per al nombre, vegeu quaranta-tres.
|  | Per a altres significats, vegeu «Licor 43». |

## Esdeveniments
- El geògraf Pomponi Mela escriu De situ orbis (data probable).[1]

### Imperi romà
- Claudi i Luci Viteli són cònsols.
- Roma comença la conquesta de Britànnia.
  - Fundació de Londínium (Londres).
- L'imperi romà aconsegueix el control complet del Mediterrani.

### Àsia
- Comença la guerra contra el nord i el sud dels huns.
- L'actual Vietnam passa a ser una província de la Xina acabada la campanya del general xinès Ma Yuan contra la revolta de les Germanes Trung.[2]

## Naixements
- Marc Valeri Marcial, poeta llatí. (data probable)[3]

## Necrològiques
- Togodumnus rei dels Catuvel·launs.[4]
- Júlia Drusa, filla de Drus el Jove.